# Eric Morecambe
Eric Morecambe, pseudonimo di John Eric Bartholomew (Morecambe, 14 maggio 1927 – Gloucestershire, 28 maggio 1984), è stato un comico inglese.
Ritenuto uno dei comici più importanti della sua generazione, è stato il co-protagonista della serie cult The Morecambe & Wise Show. Nel 2002 è stato inserito nella lista dei 100 più grandi britannici di tutti i tempi in un sondaggio della BBC e nel 2004 è stato eletto come il quarto migliore comico di sempre.
Il suo nome originale era John Eric Bartholomew.  Ha preso il suo nome d'arte dalla sua città di nascita.